# Устьино
Устьино (Малое Косминское) — пресноводное озеро на западе Усть-Цилемского района Республики Коми, расположено на границе с Заполярным районом Ненецкого автономного округа, в 120 км к северо-западу от деревни Филиппово. Входит в Косминскую систему озёр.

## Общие сведения
Площадь озера 7,1 км². Высота над уровнем моря — 102,6 м. Протяжённость озера 3,8 км, в западной части ширина достигает 2,6 км. Площадь водосбора составляет 482 км2.

## Описание
Озеро Устьино имеет слегка вытянутую форму, береговая линия умеренно изрезана. На юго-востоке впадает река Песчанка. На западе соединено проливом с озером Косминское. На востоке вытекает река Косминская Виска, относящаяся к бассейну Баренцева моря. Крупный остров в центре водоёма. На севере протокой соединено с менее крупным озером Окунёвка. На юго-востоке значительный залив, имеющий отдельное название — озеро Пиневское. К северо-востоку также лежит обширное Косминское болото. Берега низкие, заболоченные на севере и юго-востоке, покрыты елово-берёзовым лесом.
В озере обитают пелядь, хариус, язь, щука, плотва, золотой карась, елец, окунь, гольян, ёрш и налим.